# Hebron, Connecticut
Hebron är en kommun (town) i Tolland County i delstaten Connecticut, USA med cirka 8 610 invånare (2000).